# Palmira Romano
 Palmira Adelaida Romano Piraino  (Limache, 28 de mayo de 1903-Limache, 15 de julio de 1995) fue una política chilena, ex regidora, concejal y alcaldesa de Limache.

## Carrera política
La Sra. Palmira Romano se desempeñó como regidora de la comuna de Limache entre 1956 y 1960, ocupando el cargo en otros dos períodos, entre 1963 y 1973. En 1960 asumió por primera vez como alcaldesa de Limache, cargo que ostentaría en 4 ocasiones. Además, entre los años 1992 y 1994 se desempeñó como concejal de la misma comuna.

## Fallecimiento
Palmira Romano falleció el 15 de julio de 1995, a la edad de 92 años, siendo alcaldesa de la comuna de Limache. Previo a su deceso, legó su domicilio a la Ilustre Municipalidad de Limache, con la mayor parte de los muebles, con la expresa condición de ser destinada a su uso como museo.

## Reconocimientos
El año 2009, durante la administración del alcalde Luis Minardi, fue instalado un busto de la Sra. Palmira Romano en el hall central del edificio consistorial de Limache.